# Майкл Массі
Майкл Массі (англ. Michael Massee; 16 серпня 1955, Канзас-Сіті, Міссурі, США — 26 жовтня 2016) — американський актор.

## Біографія
Виріс Майкл у Франції. Сім'я переїхала туди в 1954 році. Його батько хотів продовжити кар'єру письменника, а пізніше працював в ЮНЕСКО в Парижі. Майкл володіє французькою мовою. З 2002 року живе в Лос-Анджелесі, штат Каліфорнія.
При зйомках фільму «Ворон» (1994) Массі застрелив Брендона Лі. Все відбулося через безглузду випадковість — в ході зйомок сцени, в якій Массі повинен був вистрілити в Брендона Лі, пістолет виявився заряджений неправильно. Застрягла в стволі заглушка не була помічена членами знімальної групи і вилетіла зі ствола при пострілі холостим патроном. Актор був поранений в живіт, чужорідне тіло застрягло в хребті, викликавши велику крововтрату. Через 12 годин Брендон Лі помер у лікарні в Вілмінгтоні. Хоча Массі був визнаний невинним, він пережив тривалий період депресії.
Майкл Массі і його дружина Елен, з якою вони мають двох дітей, володіють власним бутиком в Лос-Анджелесе.

## Фільмографія
| Рік       |    | Українська назва                    | Оригінальна назва                 | Роль                                                 |
| --------- | -- | ----------------------------------- | --------------------------------- | ---------------------------------------------------- |
| 2016      | ф  |                                     | Last Man Club                     | Джон Піннел                                          |
| 2016      | ф  |                                     | Everlasting                       | Леор                                                 |
| 2015      | с  | Чорний список                       | The Blacklist                     | Каракурт (2 епізоди)                                 |
| 2014      | ф  |                                     | The Wolves of Savin Hill          | Тео                                                  |
| 2014      | с  |                                     | Interventions                     | Жан-Франсуа Монфорт (6 епізодів)                     |
| 2014      | ф  | Останні вцілілі                     | The Last Survivors                | Волкер                                               |
| 2014      | ф  | Нова Людина-павук 2. Висока напруга | The Amazing Spider-Man 2          | Густав Фірс (Джентльмен)                             |
| 2014      | ф  |                                     | Home                              | Дядько Майк                                          |
| 2013      | с  |                                     | Ironside                          | Стен Неґі (1 епізод)                                 |
| 2013      | ф  | Клуб CBGB                           | CBGB                              | Офіцер Стен                                          |
| 2013      | с  | Закон і порядок: Спеціальний корпус | Law & Order: Special Victims Unit | Майкл Вільямс (Па) (1 епізод)                        |
| 2010—2013 | с  | Різзолі та Айлз                     | Rizzoli & Isles                   | Чарльз Гойт (4 епізоди)                              |
| 2012      | кф |                                     | Reclamation                       | Лоренс Шифтлер                                       |
| 2012      | с  |                                     | Dakota                            | Джордж (1 епізод)                                    |
| 2012      | ф  | Нова Людина-павук                   | The Amazing Spider-Man            | Чоловік у тіні                                       |
| 2012      | с  | Межа                                | Fringe                            | Енсон Карр (1 епізод)                                |
| 2011      | вг | Зоряні війни: Стара Республіка      | Star Wars: The Old Republic       | різні голоси                                         |
| 2011      | с  | CSI: Місце злочину                  | CSI: Crime Scene Investigation    | Стен Річардсон (1 епізод)                            |
| 2011      | с  | Доктор Хаус                         | House M.D.                        | Френкі (1 епізод)                                    |
| 2011      | ф  | Пастка (Резидент)                   | The Resident                      | охоронник                                            |
| 2011      | с  | Жива мішень                         | Human Target                      | Генрі Клейпул (1 епізод)                             |
| 2010      | с  | Закон і порядок: Лос-Анджелес       | Law & Order: Los Angeles          | Деніс Вотсон (1 епізод)                              |
| 2009—2010 | с  | Проблиски майбутнього               | FlashForward                      | Дайсон Фрост / Д. Ґіббонс (8 епізодів)               |
| 2009      | с  | Місце злочину: Нью-Йорк             | CSI: NY                           | Кейсі Стілі (1 епізод)                               |
| 2008      | с  | Закон і порядок: Злочинні наміри    | Law & Order: Criminal Intent      | Джорді Блек (1 епізод)                               |
| 2008      | с  | Акула                               | Shark                             | Дункан Мерсер (1 епізод)                             |
| 2007      | с  | Надприродне                         | Supernatural                      | Кубрік (2 епізоди)                                   |
| 2007      | ф  | Суперпес                            | Underdog                          | Супершеп (голос)                                     |
| 2007      | с  | Мертва справа                       | Cold Case                         | Кіріл (1 епізод)                                     |
| 2007      | с  | Пандемія                            | Pandemic                          | Едвард Вісенте (1 епізод)                            |
| 2006      | в  | Нові Месники 2                      | Ultimate Avengers II              | Доктор Брюс Беннер (голос)                           |
| 2005—2006 | с  | Псевдонім                           | Alias                             | Д-р Гонзало Бурріс (2 епізоди)                       |
| 2006      | в  | Нові Месники                        | Ultimate Avengers                 | Брюс Беннер (голос)                                  |
| 2006      | с  | Криміналісти: мислити як злочинець  | Criminal Minds                    | Джейкоб Доуз (1 епізод)                              |
| 2005      | мс | Бетмен                              | The Batman                        | Заклинатель (голос, 1 епізод)                        |
| 2005      | с  | Revelations (мінісеріал)            | Ісая Гейден (6 епізодів)          |                                                      |
| 2003—2005 | с  | Карнавал                            | Carnivàle                         | Російський солдат / юний Люциус Беляков (5 епізодів) |
| 2004      | тф |                                     | NYPD 2069                         | Кіт Ґолен                                            |
| 2004      | ф  | Жінка-кішка                         | Catwoman                          | Армандо                                              |
| 2003      | с  |                                     | Dragnet                           | Віктор Геллмен (1 епізод)                            |
| 2003      | с  |                                     | Threat Matrix                     | Кемпбелл Прокоп (1 епізод)                           |
| 2003      | тф |                                     | Енергія зла Momentum              | Едріен Ґейґер                                        |
| 2002      | с  | Практика                            | The Practice                      | Норман Таккер (1 епізод)                             |
| 2001—2002 | с  | 24                                  | 24                                | Айра Гейнс (12 епізодів)                             |
| 2001      | ф  |                                     | The Theory of the Leisure Class   | Макміллон                                            |
| 2001      | ф  | Спецагент Коркі Романо              | Corky Romano                      | Злий стрілець                                        |
| 1997—2001 | с  | Детектив Неш Бріджес                | Nash Bridges                      | Гарлі Корзін / Джерард Маркетт (2 епізоди)           |
| 1999      | ф  | Хлопець з Білої річки               | The White River Kid               | Ральф Пайнс                                          |
| 1999      | ф  |                                     | Bad City Blues                    | Юджин Граймс                                         |
| 1999      | кф |                                     | War of the Angels                 | Доктор Гельмут Фармеєр                               |
| 1999      | ф  |                                     | The Florentine                    | Нік                                                  |
| 1999      | с  |                                     | L.A. Doctors                      | Говард (1 епізод)                                    |
| 1998      | с  |                                     | Millennium                        | Пердью (1 епізод)                                    |
| 1997      | ф  |                                     | Jamaica Beat                      | Ієн Бенджамін                                        |
| 1997      | ф  | Амістад                             | Amistad                           | Тюремний охоронник                                   |
| 1997      | ф  | Зображаючи Бога                     | Playing God                       | Ґейґ                                                 |
| 1997      | ф  | Гра                                 | The Game                          | Парамедик Гальяно                                    |
| 1997      | с  | Великий кайф                        | The Big Easy                      | Роланд Сева (1 епізод)                               |
| 1997      | с  | Останній дон (мінісеріал)           | The Last Don                      | Jim Losey (2 епізоди)                                |
| 1997      | ф  | Кінець насильства                   | The End of Violence               | Хлопець у барі                                       |
| 1997      | ф  | Загублене шосе                      | Lost Highway                      | Енді                                                 |
| 1996      | ф  |                                     | One Fine Day                      | Едді                                                 |
| 1996      | с  |                                     | Murder One                        | Донні Маккі (2 епізоди)                              |
| 1996      | с  | Цілком таємно                       | The X-Files                       | Вернон Ефесянин (1 епізод)                           |
| 1996      | ф  |                                     | Mojave Moon                       | П'ятий хлопець                                       |
| 1996      | с  |                                     | The Lazarus Man                   | Дік Слейтон (1 епізод)                               |
| 1996      | ф  |                                     | Guy                               | Марк                                                 |
| 1996      | тф | Незакінчена любов                   | An Unfinished Affair              | Двайт Беннет                                         |
| 1996      | с  | Застава фехтувальників              | Picket Fences                     | 1 епізод                                             |
| 1995      | ф  | Останній дзвінок Бернзі             | Burnzy's Last Call                | Люк                                                  |
| 1995      | ф  | Сім                                 | Seven                             | Чоловік у масажному кабінеті                         |
| 1995      | ф  |                                     | Home of Angels                    | Детектив Бейнс                                       |
| 1995      | ф  |                                     | Tales from the Hood               | Ньютон                                               |
| 1995      | ф  |                                     | The Low Life                      | бармен                                               |
| 1995      | тф |                                     | Sahara                            | Леро                                                 |
| 1995      | с  |                                     | The Marshal                       | Стенлі (1 епізод)                                    |
| 1994      | ф  |                                     | À la folie                        | немає в титрах                                       |
| 1994      | ф  | Ворон                               | The Crow                          | Фанбой                                               |
| 1991      | ф  |                                     | My Father Is Coming               | Джо                                                  |